# Shark (fumetto)
Shark è un personaggio immaginario, un super criminale presente nei fumetti pubblicati dalla DC Comics. Comparve per la prima volta in Lanterna Verde n. 24 (ottobre 1963), nella storia "The Shark That Hunted Human Prey!", e fu creato da John Broome e Gil Kane. È stato un nemico ricorrente di Lanterna Verde.

## Biografia del personaggio
Quando una quantità di materiale atomico andò fuori controllo in una stazione atomica, ci fu un'esplosione che rilasciò delle radiazioni. Queste ultime mutarono uno squalo tigre che nuotava vicino alla riva dove si trovava la stazione. Rapidamente, lo squalo sviluppò un'apparenza umana, così come poteri psionici e un'intelligenza di livello umano.
Lo squalo tigre assorbì telepaticamente la conoscenza dalle menti umane, imparando così a parlare. Ma nonostante le nuove abilità, mantenne l'istinto innato di cacciare e distruggere la propria preda.
Data la sua grande intelligenza, sentì che le sue abilità di caccia incrementate erano degne di essere utilizzate solo su individui altrettanto straordinariamente forti, andando in primo luogo alla ricerca di Lanterna Verde, e poi di altri eroi. Nonostante Lanterna Verde riuscì a riportare Shark al suo stato naturale, fallì nel mantenerlo tale a tempo indefinito, così Shark fu in grado di attaccare anche Aquaman sotto le mentite spoglie di un atlantideo di nome Karshan. Ritornò, tuttavia, alla sua forma naturale una volta che Aquaman lo sconfisse.

## Storia di pubblicazione

### The Shark That Hunted Human Prey
Mentre uno squalo tigre nuotava vicino ad una riva, fu mutato dalle radiazioni causate da un incidente nucleare avvenuto poco lontano. Questo fece sì che lo squalo mutasse forma e diventasse super intelligente.
Imparò velocemente a controllare la materia, a creare i climi, e ad assorbire le menti e le conoscenze delle altre persone. Questi nuovi poteri lo portarono a scoprire la città vicina. Qui scoprì che poteva mutare il proprio aspetto, tanto da somigliare ad un essere umano, anche se molte persone, passandogli accanto, avevano "naturalmente" paura di lui, senza saperne il motivo.
Mentre si trovava in città, Shark incontrò il campione peso massimo di boxe, Bill Bower, e utilizzò i suoi poteri mentali per metterlo fuori combattimento. Shark pensò che questo lo avrebbe fatto sentire soddisfatto; invece lo riempì della voglia di confrontarsi in una sfida. Così, andò in cerca del protettore della città, Lanterna Verde. Gli raccontò telepaticamente la sua storia, e lo sfidò a battersi.
Quando Lanterna Verde andò all'hangar per ricaricare il suo anello, Shark gli tese una trappola e tramutò le pareti dell'hangar tingendole di giallo, e intrappolandovi Lanterna Verde al suo interno. Per di più, coprì il corpo del super eroe con un'aura gialla che gli impediva di utilizzare il suo anello. Shark rivelò poi che aveva intrappolato la popolazione di Coast City in una gigantesca bolla e che dopo aver sconfitto Lanterna Verde avrebbe cacciato per sport, cominciando dagli amici di Hal Jordan.
Lanterna Verde fu in grado di sconfiggere Shark quando tramutò l'aria nell'hangar in ghiaccio, e lo colpì con un enorme blocco ghiacciato mettendolo fuori combattimento. Questo fece si che l'aura gialla intorno a Lanterna Verde e la bolla gigantesca si disperdessero. Quindi, Lanterna Verde utilizzò il suo anello per riportare Shark al suo stato originale, e quindi dentro un enorme acquario locale dove fu messo sotto sorveglianza di guardie armate.

### The Shark Goes On Prowl Again
Prima che Shark venisse catturato negli eventi di Lanterna Verde n. 24, questi trasferì la sua mente nel suo costume, così che fu il suo costume ad essere tramutato in uno squalo tigre, mentre il vero Shark fu situato in una stanza delle prove nel dipartimento di polizia locale. Qui attese di guarire dalle ferite riportate dallo scontro con Lanterna Verde.
Quando si riprese, e riottenne la sua forza, attaccò Lanterna Verde rapendo prima Carol Ferris, poi Tom Kalmaku e sua moglie Terga. Questa volta, Lanterna Verde utilizzò le onde sonore per disorientare Shark, ma questi utilizzò il suo controllo sulla materia per reindirizzare uno dei razzi lanciati da Lanterna Verde proprio sull'eroe.
Credendo di essersi librato di Lanterna Verde, Shark cercò di prendere il suo anello, ma Lanterna Verde riuscì a colpirlo con un pugno e renderlo incosciente. L'aura gialla di Shark scomparve, e dopo essersi assicurato che fosse veramente il suo avversario e non nuovamente un trucco, Lanterna Verde tramutò Shark finalmente nella sua forma originale.

### Crisi sulle Terre infinite
Dopo la battaglia contro Hal Jordan, Shark fu fatto saltare in aria da un'esplosione. Guy Gardner decise di rimetterlo insieme, e Shark decise di aiutarlo.

### Lanterna Verde - Nessuna paura
Shark ritornò alla West Coast, ma questa volta fu sottoposto a degli esperimenti dai Kroloteani, che testarono gli avanzamenti della sua già avanzata evoluzione. Questo causò una fame e un'alimentazione incontrollata di Shark, e la perdita di gran parte della sua intelligenza. Quando Shark uccise un marinaio e la sua fidanzata, Hal Jordan si scontrò con lui nell'oceano.
Hal utilizzò tutto il suo arsenale, addirittura facendo esplodere la sua batteria del potere nella bocca di Shark, ma sembrò tutto vano, tanto che Hal sembrava prossimo alla sconfitta, finché non ricomparvero i Kroloteani che requisirono Shark per ulteriori esperimenti. Hal però liberò Shark e scatenò la sua fame proprio sui Kroloteani.
Infine, Shark evase dalla cattura e lasciò la costa per le acque profonde.

## Poteri e abilità
Karshon possiede forza e resistenza super umane, un set di artigli, denti affilati, e un senso dell'olfatto altamente sviluppato. Può respirare sia dentro che fuori dall'acqua, nuotare a una velocità di quasi 100 km/h, e volare facendo levitare psionicamente sé stesso. Possiede anche una gamma di poteri mentali, quali la capacità di instillare la paura nelle sue vittime, manipolare la materia, proiettare colpi energetici e comunicare telepaticamente.

## In altri media

### Justice League Unlimited
- Shark comparve nell'episodio La Legione. Fu tra i super criminali che diedero il benvenuto a Lex Luthor quando arrivò nella base segreta della Società Segreta. Fu presente quando Luthor sconfisse Grodd nell'episodio Il richiamo dell'aldilà, e fu presente nell'episodio La più grande rapina di tutti i tempi quando Flash si presentò alla Legione nel corpo di Luthor.

### Batman: The Brave and the Bold
- Shark comparve in un cameo nell'episodio La notte di Huntress! come ospite del Penitenziario di Blackgate, e nell'episodio L'incantesimo di Music Meister.